# 培坎足球會
培坎足球會或柏簡足球會（英語：Paykan F.C.），伊朗卡拉季市的一个足球俱乐部。主要赞助商是伊朗主要汽车生产商Khodro。该俱乐部得名于该公司的一个汽车品牌箭头(Paykan).

## 外部連結
- Official club website （页面存档备份，存于）